# والنوت ريدج
والنوت ريدج (بالإنجليزية: Walnut Ridge, Arkansas)‏ هي مدينة تقع في مقاطعة لورينس، أركنسو بولاية أركنساس في الولايات المتحدة. تبلغ مساحة هذه المدينة 30 (كم²)، وترتفع عن سطح البحر 82 م، بلغ عدد سكانها 4925 نسمة في عام 2000 حسب إحصاء مكتب تعداد الولايات المتحدة.

## التركيبة السكانية
حدّد مكتب تعداد الولايات المتحدة بيانات التركيبة السكانية لوالنوت ريدج في تعداد الولايات المتحدة. في ما يلي، التركيبة السكانية حسب تعدادي 2000 و2010.

### تعداد عام 2000
بلغ عدد سكان والنوت ريدج 4,925 نسمة بحسب تعداد عام 2000، وبلغ عدد الأسر 2,065 أسرة وعدد العائلات 1,305 عائلة مقيمة في المدينة. في حين سجلت الكثافة السكانية 115.7 نسمة لكل كيلومتر مربع (299.7/ميل2). وبلغ عدد الوحدات السكنية 2,283 وحدة بمتوسط كثافة قدره 53.6 لكل كيلومتر مربع (138.8/ميل2).
وتوزع التركيب العرقي للمدينة بنسبة 97.04% من البيض و0.59% من الأمريكيين الأفارقة و0.51% من الأمريكيين الأصليين و0.12% من الأمريكيين ذوي الأصول الآسيوية و1.75% من عرقين مختلطين أو أكثر و0.43% من الهسبانيون أو اللاتينيون من أي عرق.
بلغ عدد الأسر 2,065 أسرة كانت نسبة 30.4% منها لديها أطفال تحت سن الثامنة عشر تعيش معهم، وبلغت نسبة الأزواج القاطنين مع بعضهم البعض 50% من أصل المجموع الكلي للأسر، ونسبة 10.4% من الأسر كان لديها معيلات من الإناث دون وجود شريك، بينما كانت نسبة 2.8% من الأسر لديها معيلون من الذكور دون وجود شريكة وكانت نسبة 36.8% من غير العائلات. تألفت نسبة 33.5% من أصل جميع الأسر من عدة أفراد يعيشون في نفس المنزل ونسبة 19% كانت تتألف من شخص يعيش بمفرده يبلغ من العمر 65 عاماً أو أكثر. وبلغ متوسط حجم الأسرة المعيشية 2.24، أما متوسط حجم العائلات فبلغ 2.85.
بلغ العمر الوسطي للسكان 40.9 عاماً. وكانت نسبة 21.4% من القاطنين تحت سن الثامنة عشر، وكانت نسبة 8.5% بين الثامنة عشر والرابعة والعشرين عاماً، ونسبة 24.2% كانت واقعةً في الفئة العمرية ما بين الخامسة والعشرين والرابعة والأربعين عاماً، ونسبة 21.8% كانت ما بين الخامسة والأربعين والرابعة والستين، ونسبة 17.8% كانت ضمن فئة الخامسة والستين عاماً فما فوق. يوجد لكل 100 أنثى 86.1 ذكر، ويوجد لكل 100 أنثى في الثامنة عشر من عمرها فما فوق 80.2 ذكر.
بلغ متوسط دخل الأسرة في المدينة 28,953 دولارًا، أما متوسط دخل العائلة فبلغ 36,735 دولارًا. وكان متوسط دخل الذكور 27,458 دولارًا مقابل 20,169 دولارًا للإناث. وسجل دخل الفرد الخاص بالمدينة 14,974 دولارًا. وكانت نسبة 10% من العائلات ونسبة 13.6% من السكان تحت خط الفقر، وكان من هؤلاء نسبة 15.9% تحت سن الثامنة عشر ونسبة 18.6% في الخامسة والستين من العمر وما فوق.

### تعداد عام 2010
بلغ عدد سكان والنوت ريدج 4,890 نسمة بحسب تعداد عام 2010، وبلغ عدد الأسر 1,996 أسرة وعدد العائلات 1,252 عائلة مقيمة في المدينة. في حين سجلت الكثافة السكانية 114.9 نسمة لكل كيلومتر مربع (297.6/ميل2). وبلغ عدد الوحدات السكنية 2,201 وحدة بمتوسط كثافة قدره 51.7 لكل كيلومتر مربع (133.9/ميل2).
وتوزع التركيب العرقي للمدينة بنسبة 96.63% من البيض و1.88% من الأمريكيين الأفارقة و0.37% من الأمريكيين الأصليين و0.20% من الأمريكيين ذوي الأصول الآسيوية و0.02% من سكان جزر المحيط الهادئ و0.16% من الأعراق الأخرى و0.74% من عرقين مختلطين أو أكثر و0.96% من الهسبانيون أو اللاتينيون من أي عرق.
بلغ عدد الأسر 1,996 أسرة كانت نسبة 29.1% منها لديها أطفال تحت سن الثامنة عشر تعيش معهم، وبلغت نسبة الأزواج القاطنين مع بعضهم البعض 47.5% من أصل المجموع الكلي للأسر، ونسبة 11.1% من الأسر كان لديها معيلات من الإناث دون وجود شريك، بينما كانت نسبة 4.1% من الأسر لديها معيلون من الذكور دون وجود شريكة وكانت نسبة 37.3% من غير العائلات. تألفت نسبة 33.3% من أصل جميع الأسر من عدة أفراد يعيشون في نفس المنزل ونسبة 17.1% كانت تتألف من شخص يعيش بمفرده يبلغ من العمر 65 عاماً أو أكثر. وبلغ متوسط حجم الأسرة المعيشية 2.30، أما متوسط حجم العائلات فبلغ 2.91.
بلغ العمر الوسطي للسكان 42.7 عاماً. وكانت نسبة 21.9% من القاطنين تحت سن الثامنة عشر، وكانت نسبة 7.7% بين الثامنة عشر والرابعة والعشرين عاماً، ونسبة 23.1% كانت واقعةً في الفئة العمرية ما بين الخامسة والعشرين والرابعة والأربعين عاماً، ونسبة 24.4% كانت ما بين الخامسة والأربعين والرابعة والستين، ونسبة 22.9% كانت ضمن فئة الخامسة والستين عاماً فما فوق. وتوزع التركيب الجنسي للسكان بنسبة 47% ذكور و53% إناث.

## أعلام
- جيمس ت. كونواي

## وصلات خارجية
- The US50 - Cities and Towns in Arkansas State
- 2012 United States Census Estimate